# 朝倉小松崎
朝倉小松崎（あさくらこまつざき）は、日本のお笑いコンビである。サンミュージックプロダクションに所属していた。

## メンバー
朝倉 隼人（あさくら はやと、1985年8月6日（39歳） - ）
ギターネタではエレキギター演奏、ボケ担当。その他ではツッコミ担当。立ち位置は右。
身長170cm、体重55kg、血液型B型。
洗足学園音楽大学ジャズ科出身。
お笑いの道を志す為、大学3年の時に中退。
洗足音楽大学時は梶原順に師事。
ドラムも特技となっている。
憧れていた芸人はくりぃむしちゅー。
本人曰く、風邪をひき易かったり、乗り物酔いし易い体質。ただ、剣道の運動歴がある。
現在は「自主盤倶楽プトン」の名で「怪盗戦隊ヌスムンジャー」というヴィジュアル系バンドで活動を行っている。ギター担当。
小松崎 和也（こまつざき かずや、1986年2月14日（39歳） - ）
身長170cm、体重61kg、血液型O型。
ギターネタではツッコミ担当。その他ではボケ、ネタ作成（ギターネタ含めて）を担当。立ち位置は左。
2006年イノシマ全治6ヶ月とのコンビ「でこぼこビート」としてデビュー。サンミュージック所属となる。2007年秋解散。
千葉県立千葉南高等学校、日本大学法学部卒業。大学生時代は 日本大学経商法落語研究会に所属。
ヒューマンアカデミー渋谷校にて、お笑い芸人養成講座を受講。
相方の朝倉同様に音楽大学出身である妹がいる。
養成所の時は「弾丸ライナー」というコンビを三ヶ月組んでおり、ボケ担当であった。
過去R-1ぐらんぷりで二回戦まで進出したことがある。
Twitterでライブ終わりに必ず芸人あるあるを書いている。
芸人として交友関係が多いのでよくライブ終わりで飲みに行く。仲のいい先輩には小沢宏喬（銀河の夜）、後輩には大将（スーパーニュウニュウ、いずれも小松崎の卒業したヒューマンアカデミー出身の同士）らがいる。
ピンでの主なネタは、スラムダンク風桃太郎、インディーズお笑いニュースなどがある。
「しっぷうどとう」というコンビも組んでいた。
趣味はバドミントン。高校三年間バドミントンをしており、バドミントンで関東大会に出場したこともあった。学生時代、走幅跳も学年で1位だったこともあり、周りにジャンプ力がすごかったとよく言われたこともあった。この他、棒高跳の運動歴もある。
キュウリが食べられない。
憧れていた芸人はザ・ドリフターズ、志村けん、チャールズ・チャップリン。
その後、元リアルパンプキンの本間照と共に「ハッピーパンプキン」を結成。この時はワタナベエンターテインメント所属。
2015年秋ごろハッピーパンプキン解散。その後ピンで活動していたが、2015年9月に関谷友美（元コブラナッツ）とコンビ「花いちご」を結成。小松崎も関谷に合流する形で太田プロダクション所属となる。花いちごは2016年11月22日（相方・関谷の誕生日）にコンビ名を片仮名書きの「ハナイチゴ」に変更。そして、同年12月25日深夜放送の『冗談手帖』（BSフジ）に出演した際、同番組MCの鈴木おさむに改名を勧められ、結果「コンプライアンス小松崎」に改名した。

## 来歴
- 二人とも千葉県出身である。出会いはインターネット上で「相方募集」と小松崎が呼びかけたことがきっかけだった。小松崎はこの時に募集に応じた20人ほど全員と会い、その中から朝倉を選んだが、当時自分の家と朝倉の家が近かったことも決め手だったという[1]。
- フリーのライブによく出演している。月10～20本のライブに出演し、4年間の活動で約800本のライブに出演。
- 2007年5月結成。M-1グランプリでは、2007年、2008年と3回戦まで進出。2009年は初の準決勝進出を果たした。2010年M-1グランプリは三回戦敗退。
- 2007年12月15日・12月16日の両日に行われた『全日本お笑い選手権・お笑い全日本カップ2007～学生芸人No.1決定戦～』に出場、第2位に選ばれた。
- ばーん、あんぺあ、ピーナッツパン、リニア（旧S×L）、ぐりんぴーすとの6組合同のライブ『シックススキップ』を2009年8月26日から行っていた。
- 2011年5月末、朝倉の休業により活動休止。同時に事務所も退社[9]。同年8月末、小松崎のTwitter上で解散を発表[10]。
- 2015年、『歌ネタ王決定戦』（毎日放送）出場のためだけに、朝倉小松崎を再結成、準決勝進出[11]。

## 芸風
音曲漫才においては、色々なテーマのコントに朝倉がギターを弾いて劇伴音楽を奏でるといったようなもの、または小松崎が喋っている横で朝倉が演奏しながらボケネタを繰り出すといったことなどに小松崎が突っ込むというもの。ネタの合間に朝倉が「物真似しまーす」「ショートコントします」と言ってミュージシャンのギターの弾き方などの物真似などを演じることも多い。コンピュータゲームを模した音（スーパーマリオブラザーズからなど）が出ることもある。また突然朝倉がギターを弾きながら歌いだし、その歌詞が最終的にボケるというネタも使われる。この他には、ヒット曲をランキング形式で並べ、それぞれの曲についてのネタを演じるといったものがあった。最初は普通に漫才をやっていたが、この時はそれほどウケず、あるライブでギターを使って漫才をしたところ、いきなり優勝したという。
ギターを使わないネタもあり、その時は小松崎がボケを、朝倉がツッコミを担当する。この時のネタには、二人で俳句を詠むもの（オチの下の句は小松崎が担当）などがあった。
小松崎が小島よしお似であり、これをネタに取り入れることもあった。

## 出演番組
- エンタの天使（日本テレビ） - 2008年2月6日（第2回）、キャッチコピーは『新世代の暴走ギター』
- 森田一義アワー 笑っていいとも!（フジテレビ） - 2008年3月17日、「チャンスがアルタ!!金のたまごクラブリターンズ」出演
- 爆笑オンエアバトル（NHK総合）戦績5勝2敗 最高489KB
- オンバト+（NHK総合）戦績3勝2敗 最高469KB
- ニューカマーズ出張!レッドカーペット（フジテレビ）-2008年8月12日放送。キャッチコピーは「鳴りひびけ!笑いのギター」
- 爆笑レッドカーペット（フジテレビ） - 2008年8月27日初出演、キャッチコピーは『鳴りひびけ!(→響け!)笑いのギター』
- 新春ピンクカーペット（フジテレビ） -キャッチコピーは『鳴りひびけ!笑いのギター』
- あらびき団（TBSテレビ）
- じゃじゃ馬AM（インターネットラジオ放送-粋） - インターネットラジオ番組「じゃじゃ馬AM」にゲスト出演。
- 熱血BO-SO TV（チバテレビ） - 2010年5月8日放送、「熱血C-1グランプリ」に出演。
- イノシマ全治六ヶ月の大喜利大会（小松崎のみ）

これ以降、ハナイチゴのメンバーとなってからの小松崎の出演については、ハナイチゴ (お笑いコンビ)#出演の節を参照。